# کاکلی‌زبان‌ها
کاکلی‌زبان‌ها (نام علمی: Lophoglossus) نام یک سرده از تیره سوسک‌های زمینی است.